# Anna Krommer
Anna Krommer (geboren 31. März 1924 in Dolný Kubín, Tschechoslowakei) ist eine deutschsprachige Schriftstellerin mit US-amerikanischer Staatsangehörigkeit.

## Leben
Anna Krommer wurde als Tochter des Journalisten und Künstlers Helmut Krommer (1891–1973) und der Valerie Weisz (1895–1948) geboren, ein Bruder der Mutter war der Maler Arnold Peter Weisz-Kubínčan. Sie wuchs in Berlin auf, wo der Vater bei der SPD-Zeitung Vorwärts tätig war.
Nach der Machtübergabe an die Nationalsozialisten 1933 floh die Familie in die ČSR, wo sie das Deutsche Mädchenlyzeum Prag bis März 1939 besuchte, als die Tschechoslowakei besetzt wurde und ihr Vater nach Jugoslawien fliehen musste. Im Juni 1939 flohen auch ihre Mutter, ihre Schwester und sie nach Großbritannien. Alle Verwandten der Mutter wurden als Juden von den Deutschen in Konzentrationslagern ermordet. Krommer besuchte von 1941 bis 1944 die Kunstgewerbeschule des Guildford Technical College, Surrey, wo auch der geflohene Lyriker Theodor Kramer als Bibliothekar untergekommen war, der ihre dichterische Entwicklung beeinflusste und ihren Weg verfolgte. Sie schloss 1945 das Studium des Zeichnens und der Kunstgeschichte an der Chelsea School of Art ab.
1946/47 arbeitete sie als Briefzensorin für die US-amerikanische Militärbehörde in Offenbach am Main und hielt sich 1948 während des Palästinakriegs in Israel auf. Als Deutschsprechende konnte sie nicht mehr in die ČSR zurückkehren, auch ihre Mutter, die nach dem Krieg als Sozialarbeiterin nach Theresienstadt ging, wurde von dort wieder vertrieben.
Von Großbritannien wanderte sie mit dem Vater 1951 in die USA aus, ging aber von Boston für ein Jahr wieder nach Israel in einen Kibbuz, wo sie ihren ersten Gedichtband schrieb. Ab 1953 lebte sie in New York, ab 1962 in Washington, 1957 wurde sie US-Bürgerin.
Krommer hat Beiträge für die Zeitungen Aufbau und New Yorker Staatszeitung geschrieben und u. a. in den Zeitschriften Literatur und Kritik und Frankfurter Hefte veröffentlicht.
Im Archiv der Theodor Kramer Gesellschaft in Wien befindet sich ein Teil-Nachlass Krommers (2 Boxen).

## Werke (Auswahl)
- Staub von Städten. Ausgewählte Gedichte. Hrsg. und Einl. Sabine Prem. Nachwort Walter Grünzweig. Zeichnungen Peter A. W. Kubíncan. Theodor Kramer Gesellschaft, Wien 1995
- Das Rattenhaus. Novelle. Bergland, Wien 1976
- Spiegelungen. Lyrische Gedichte. Europäischer Verlag, Wien 1971
- Galiläa. Lieder einer Siedlung. Europäischer Verlag, Wien 1955
- Gedichte Krommers in: Alexander Emanuely, Judith Goetz, Thomas Wallerberger (Hrsg.): Exil. Literatur und Gedächtnis. Ein Lesebuch. Theodor Kramer Gesellschaft, Wien 2012, ISBN 978-3-901602-47-4 S. 34–36[2]
- Gedichte Krommers in: Konstantin Kaiser, Miguel Herz-Kestranek, Daniela Strigl (Hrsg.): In welcher Sprache träumen Sie? Österreichische Exillyrik. Anthologie. Wien 2007, ISBN 978-3-901602-25-2
- Krommer über Theodor Kramer, in Zwischenwelt 1: Über Kramer hinaus und zu ihm zurück. Wien 1990, ISBN 978-3-901602-08-5
- Herbert Kuhner, Alexander Emanuely, Konstantin Kaiser, Lydia Mischkulnig, Herbert Staud (Hrsg.): „Wände …- Walls …“ Österreichische jüdische Lyrik. Austrian Jewish Poetry. Verlag der Theodor Kramer Gesellschaft, Wien 2015, ISBN 978-3-901602-63-4 (zweisprachig)